# Том Вольф
Томас Уестерман «Том» Вольф (англ. Thomas Westerman "Tom" Wolf; нар. 17 листопада 1948, Йорк, Пенсільванія) — американський бізнесмен і політик-демократ, губернатор штату Пенсільванія з січня 2015 до січня 2023 року. Із квітня 2007 р. до листопада 2008 р. він був секретарем податкового департаменту Пенсільванії.
Навчався у Дартмутському коледжі, Лондонському університеті і Массачусетському технологічному інституті.
Одружений з 1975 р., має двох доньок.